# Ходжавенд (село, Ходжавендский район)
Ходжаве́нд (азерб. Xocavənd) — село в Ходжавендском районе Азербайджана. Является центром Ходжавендского сельского административно-территориального округа.

## География
Село входит в состав Ходжавендского сельского административно-территориального округа Ходжавендского района, при этом это село является центром этого сельского административно-территориального округа. Село расположено примерно к западу от города Ходжавенд, который является административным центром Ходжавендского района.

## История
В административном делении АССР (Азербайджанская ССР) на 1933 год упоминается населённое место Ходжаванд в составе Мартунинского сельсовета Автономной Области Нагорного Карабаха. Однако, в административно-территориальном делении Азербайджанской ССР на 1961, 1963, 1968, 1977 годы это село не упоминается в списках населённых пунктов Нагорно-Карабахской Автономной Области.
Указом Президиума Верховного Совета Азербайджанской ССР от 21 апреля 1990 года было постановлено по Мартунинскому району НКАО образовать Ходжавендский сельский Совет с центром в селении Ходжавенд, выделив его из состава Мартунинского (ныне город Ходжавенд) горсовета.
2 сентября 1991 года на совместной сессии Нагорно-Карабахского областного и Шаумяновского районного Советов народных депутатов была принята Декларация о провозглашении Нагорно-Карабахской Республики в границах Нагорно-Карабахской автономной области (НКАО) и сопредельного Шаумяновского района Азербайджанской ССР.
В результате Карабахского конфликта, село 19 ноября 1991 года было занято армянскими вооружёнными формированиями и попало под контроль непризнанной Нагорно-Карабахской Республики (НКР). Согласно административно-территориальному делению непризнанной республики село располагалось на территории Мартунинского района НКР.
26 ноября 1991 года Верховный Совет Азербайджанский Республики принял Закон «Об упразднении Нагорно-Карабахской автономной области Азербайджанской Республики». В этом Законе было постановлено помимо упразднения Нагорно-Карабахской Автономной Области (НКАО), в том числе также и переименование города Мартуни в Ходжавенд, и переименование Мартунинского района в Ходжаведский. В настоящее время это село является центром Ходжавендского сельского административно-территориального округа Ходжавендского района Азербайджана.
Согласно Трёхстороннему Заявлению в ночь с 9 по 10 ноября 2020 года, подписанному по итогам Второй Карабахской войны, село перешло под контроль Российских миротворческих сил.
В результате боевых действий в сентябре 2023 года Азербайджан восстановил свой контроль над селом.

## Население
Село Ходжавенд до начала Карабахского конфликта было населено преимущественно азербайджанцами.